# (43900) 1995 VH2
1995 في إتش 2 (ويعرف أيضًا باسم (43900) 1995 في إتش 2 وفق تسمية الكوكب الصغير) (بالإنجليزية: 1995 VH2)‏ هو كويكب ضمن حزام الكويكبات؛ وترتيبه 43900 من حيث الاكتشاف.
اكتُشف هذا الجُرم الفلكي بواسطة تاكيشي أوراتا ‏ في 13 نوفمبر 1995.

## وصلات خارجية
- (43900) 1995 VH2 في قاعدة بيانات مختبر الدفع النفاث لأجرام النظام الشمسي الصغيرة

- الاكتشاف · مخطط المدار ·  العناصر المدارية · المعلمات المادية

- (43900) 1995 VH2 على موقع ويكي سكاي: DSS2, SDSS, GALEX, IRAS, Hydrogen α, X-Ray, Astrophoto, Sky Map, Articles and images